# Dolmen de la Pointe de l'Herbaudière
Le dolmen de la pointe de l'Herbaudière est situé à Noirmoutier-en-l'Île, dans le département français de la Vendée.

## Protection
L'édifice est classé au titre des monuments historiques par arrêté du 28 octobre 1895.

## Description
Le dolmen est ruiné et menace de disparaître en raison de l'érosion maritime, il est d'ailleurs submergé lors des grandes marées. Il fut fouillé le 26 août 1864. À l'époque, l'édifice comportait encore trois ou quatre tables de couverture reposant sur une dizaine d'orthostates. À l'automne 1987, la Direction régionale des Affaires culturelles en entrepris un dégagement, ce qui permit de mettre au jour les vestiges du cairn subsistant autour d'une chambre latérale. Le dolmen a ainsi pu être identifié comme un dolmen du type transepté, comme on peut en voir dans la région de Pornic et dont il n'existe que deux autres cas en Vendée (la Planche-à-Puare et le dolmen de la Guette).
De nombreux éclats de silex et des tessons de poterie datés du Néolithique (dont 3 tessons décorés au poinçon attribué à l'âge du bronze) furent découverts à cette occasion sur la surface du cairn.